# Alfred Bruneau
Alfred Bruneau (París, 3 de març de 1857 - París, 15 de juny de 1934) fou un compositor i musicòleg francès, que va tenir un paper important en la introducció del realisme a l'òpera francesa.
En la seva joventut, va estudiar violoncel al Conservatori de París amb Jules Massenet, i va tocar a l'orquestra de Jules Pasdeloup. Aviat va començar a compondre i va escriure una cantata, Genevieve de Paris.
Va ser un gran admirador de la pianista catalana Mercedes de Rigalt a la qual animà en la seva estada quasi permanent de la pianista a París.
El compositor, escriptor i crític musical Arthur Hervey (1855-1922) va escriure el 1907 una extensa biografia vers Alfred Bruneau.

## Obres
Va compondre moltes òperes sobre texts del seu amic Émile Zola, amic seu, d'orientació naturalista o realista:
- Kérim (1887)
- Le Rêve (1891)
- L'Attaque du moulin (1893)
- Messidor (1897)
- L'Ouragan (1901)
- Lazare (1905)
- Naïs Micoulin (1907).

Va compondre també un ballet (Les Bacchantes, 1912), una Ouverture Héroïque (1883), poemes simfònics (La belle au bois dormant, 1886), un Rèquiem amb orquestra i orgue, entre d'altres. Va treballar com a crític musical en diversos diaris i va publicar alguns estudis (Musique de Russie et musique de France, 1903; La vie et les oeuvres de Gabriel Fauré, 1921) i un llibre sobre Zola À l'ombre d'un gran coeur. També va escriure dos cicles de cançons, Lieds de France i Chansons à danser.